# District de Kuga (Yamaguchi)
Pour les articles homonymes, voir Kuga.
Le district de Kuga (玖珂郡, Kuga-gun) est un district situé dans la préfecture de Yamaguchi, au Japon.

## Géographie

### Démographie
Lors du recensement national de 2005, le district de Kuga avait une population estimée à 6 442 habitants répartis sur une superficie de 10,56 km2.
Le district de Kuga est composé d'une seule municipalité : le bourg de Waki.